# Omofobia tra le minoranze etniche nel mondo anglosassone
L'omofobia tra le minoranze etniche nel mondo anglosassone si riferisce a qualsiasi pregiudizio o forma di discriminazione presente all'interno delle comunità dei diversi gruppi etnici nei confronti delle persone che si identificano o che sono percepite come lesbiche, gay, bisessuali e transgender (LGBT).
Ciò può venir espresso nelle forme dell'antipatia, del disprezzo, del preconcetto, dell'avversione, dell'odio, del timore/paura irrazionale e talvolta è strettamente collegato anche alla credenza religiosa. Mentre la religione può avere una funzione positiva in molte comunità LGBT afroamericane e di altre minoranze etniche, essa può altresì svolgere un ruolo di sostegno all'omofobia.
Molte persone appartenenti a minoranze etniche LGBT si affidano per lo più ai membri del loro gruppo per il supporto in termini di questioni razziali. Tuttavia all'interno di esse l'omofobia e la transfobia spesso esistono nel contesto delle norme etnoculturali e di gruppo etnoreligioso nei riguardi dell'identità di genere e dell'orientamento sessuale. Un ricercatore statunitense afferma che "una fallacia comune all'interno delle comunità di colore è quella che considera i gay e le lesbiche come uomini carenti e difettosi o donne che pretendono di essere membri del genere opposto".
Vi è molta difficoltà per quanto riguarda la categorizzazione dell'omosessualità in culture diverse da quella occidentale. Recentemente gli studiosi hanno sostenuto che le nozioni di gay e di identità eterosessuale separate e distinte hanno cominciato ad emergere nel continente europeo solo a partire dalla metà del XIX secolo. I comportamenti che ai giorni nostri vengono ampiamente considerati come omosessuali, almeno nella civiltà occidentale, godono di un certo grado di accettazione in circa 3/4 delle culture non occidentali esaminate per i loro modelli di comportamento sessuale (Patterns of Sexual Behavior, 1951).

## Stati Uniti
Gli atteggiamenti sociali nei confronti dell'omosessualità di una persona è variabile in tutti gli Stati federati degli Stati Uniti d'America e le abitudini sociali e culturali che circondano la sessualità hanno un forte impatto sociologico su come si comportano gli individui, in particolare per quanto riguarda l'unità familiare. Molte famiglie di minoranze etniche statunitensi non si sentono a proprio agio nel discutere questioni sessuali e la rivelazione dell'orientamento sessuale o dell'identità di genere spesso rappresenta una sfida, quando non una provocazione; molti ritengono che il loro processo di coming out possa costringerli ad essere maggiormente fedeli al movimento LGBT più che alla propria comunità di nascita.
Negli Stati Uniti (dati del 2006) il 44% degli studenti LGBT di colore hanno riferito di aver subito atti di bullismo omofobico o inerenti alla loro etnia, mentre il 13% ha riportato molestie fisiche e il 7% veri e propri atti di aggressione.

### Omofobia nella comunità afroamericana
Secondo Margaret L. Anderson e Patricia Hill Collins "il legame tra "razza", ceto sociale e genere è rivelato negli studi della sessualità, proprio in quanto essa è una dimensione fondamentale di ciascuno di noi. Ad esempio la costruzione di immagini negative sulla sessualità nera è preponderante per il mantenimento del razzismo istituzionale".
Alcuni potrebbero sostenere che ciò sia intenzionale e alcuni sostengono invece che non lo è, ma la nostra società ha l'abitudine di concedere privilegi alle persone eterosessuali. Anche se è noto che i cattivi risultati fisici e psichici sono quello che si realizza quando un individuo affronta discriminazioni sociali, nessuno sa veramente e capisce come un individuo di un gruppo di minoranza gestisce le proprie esperienze di razzismo e omofobia.
Gli afroamericani apertamente lesbiche, gay, bisessuali e transgender hanno contribuito ampiamente a numerosi eventi e istituzioni culturali e politiche nel processo di appartenenza e partecipazione ad un Melting pot, diventando sempre più visibili nella loro qualità di partecipanti al movimento per diritti LGBT negli Stati Uniti d'America. Mentre gli afroamericani LGBT spesso affrontano la bigotteria omofobica degli afroamericani eterosessuali, sono anche entrati in conflitto con i bianchi americani LGBT a causa della presenza di questioni di razzismo nella comunità LGBT.

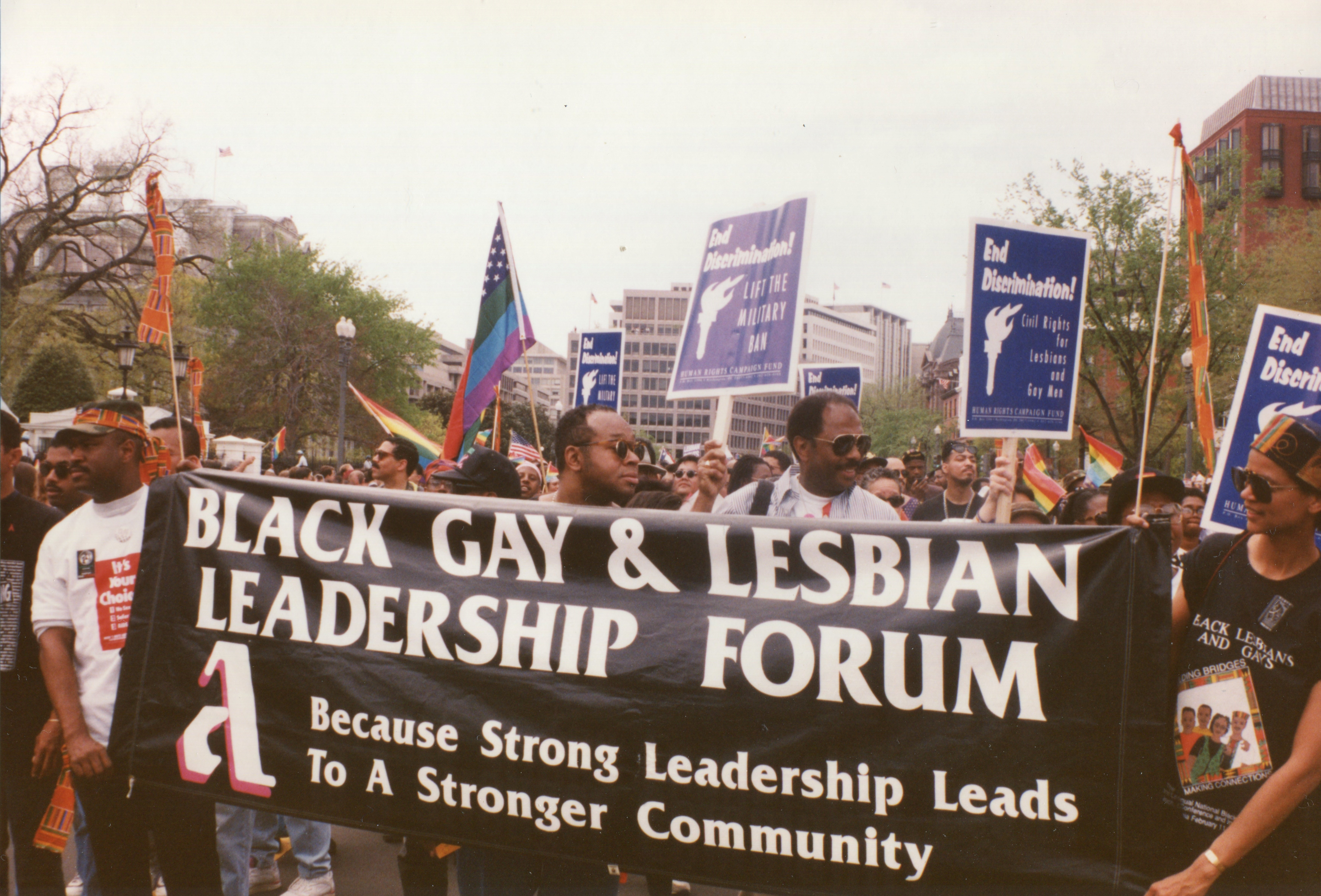
Striscione degli afroamericani LGBT al Gay pride di Washington.

La celebrazione dell'identità afroamericana LGBT include vari gay pride nelle aree urbane più fortemente nere. Inoltre nel XXI secolo sono stati intrapresi diversi sforzi per incrementare la rappresentanza afroamericana nei media LGBT, come ad esempio con le serie televisiva Noah's Arc e The DL Chronicles. Nonostante ciò l'omofobia è considerata piuttosto prevalente nella comunità afroamericana.
Per questo fatto sono state fornite numerose spiegazioni, tra cui: l'immagine che i giovani maschi neri dovrebbero trasmettere nella sfera pubblica; il fatto che l'omosessualità è spesso vista come antitetica all'essere nero e la stretta associazione della comunità afroamericana con la Chiesa statunitense.
Il primo afroamericano ad essere stato eletto presidente degli Stati Uniti d'America, Barack Obama, ha riconosciuto la forte presenza dell'omofobia all'interno della comunità nera e ha fatto una dichiarazione rivolta espressamente agli afroamericani dicendo che: "se siamo onesti con noi stessi, riconosceremo che la nostra comunità non è sempre stata fedele alla visione di Martin Luther King, una comunità amorevole... Abbiamo disprezzato i nostri fratelli e sorelle gay anziché abbracciarli".
L'incidenza proporzionalmente elevata di casi di HIV/AIDS tra gli afroamericani è stata attribuita agli atteggiamenti omofobici; molti di loro infatti continuano ad associare la malattia quasi esclusivamente agli uomini gay (bianchi) e non alla propria comunità.
Molti "Gruppi di difesa nera" hanno contestato la nozione che l'omofobia è più diffusa nella comunità afroamericana rispetto ad altri gruppi, affermando invece che le indagini hanno dimostrato che il loro atteggiamento verso l'omosessualità è del tutto simile al resto della popolazione.
In un sondaggio d'opinione del 2012 condotto su 120.000 adulti, gli afroamericani avevano maggiori probabilità di identificarsi come LGBT rispetto ad altri gruppi razziali o etnici statunitensi. Secondo i dati il 4,6% degli afroamericani si identifica come LGBT, significativamente superiore al 3,4% della popolazione complessiva.
Negli ultimi anni molte celebrità afroamericane sono "uscite dall'armadio" per diventare modelli di ruolo per i giovani LGBT neri, come ad esempio gli sportivi Jason Collins e Michael Sam e la giornalista Robin Roberts.
Molti nella comunità afroamericana, come detto, vedono ancora l'HIV/AIDS come ua "malattia gay" e l'omofobia è una delle barriere principali che impediscono un trattamento migliore per le persone affette dal virus nella comunità nera. Irene Monroe scrive nel The Huffington Post che "la verità è questa: mentre quasi 600.000 afroamericani convivono con l'HIV e tra di essi vi sono 30.000 nuovi infettati ogni anno, esiste ancora all'interno della comunità nera una persona su cinque con l'HIV e del tutto inconsapevole della propria infezione; questi sono nella stragrande maggioranza dei casi eterosessuali. Fintanto che continuiamo a pensare all'HIV/AIDS come ad una malattia esclusivamente dei gay non riusciremo mai a proteggerci dall'epidemia".
La percezione di pregiudizio contro l'omosessualità nella comunità afroamericana ha portato al fenomeno subculturale noto come "Down-low", per cui gli uomini neri che pubblicamente si auto-identificano come eterosessuali saranno poi uomini che hanno rapporti sessuali con altri uomini. Il termine è usato anche per riferirsi alle identità sessuale relative.

### Omofobia nella comunità ispanica
Anche nella comunità latina statunitense l'omofobia è prevalente. Molti latinos si sentono come una doppia minoranza per essere allo stesso tempo una minoranza etnica e una minoranza sessuale. Di conseguenza i latini queer devono occupare contemporaneamente più culture e assumere identità piuttosto contraddittorie per mantenere i legami all'interno di ciascun gruppo - un concetto che l'esponente del femminismo negli Stati Uniti d'America Gloria Anzaldúa definisce la "coscienza meticcia". Allo stesso tempo spesso devono creare uno spazio "borderland" per loro stessi, il che gli permetterà di esprimere liberamente la propria sessualità senza conseguenze.
Poiché i latini sono spesso emarginati sia dalle comunità LGBT (a causa della "razza") che dalle comunità latine (a causa della sessualità), gli spazi confinanti esistenti sono spesso composti rigorosamente da latini Queer. Un esempio di tale spazio è rappresentato dalla rivista Esto no tiene nombre, creata per le lesbiche latine presenti in tutto il mondo.
Molti latinos hanno fatto esperienza di atteggiamenti negativi nei confronti del loro orientamento sessuale da parte delle loro comunità: molti hanno detto che l'omosessualità maschile era "sporca, vergognosa e anormale". Essi hanno riferito di aver affrontato l'ostracismo dai loro amici e coetanei e hanno sentito "che non erano veramente degli uomini", questo secondo gli standard degli appartenenti alla loro comunità.
Le lesbiche latine sono generalmente stereotipate come traditrici che hanno abbandonato le loro radici. Un esempio di questo sentimento è visto nella cultura messicana dove, spiega la femminista Cherríe Moraga, le lesbiche Chicano sono considerate figure uguali a La Malinche, considerate corrotte da influenze straniere e traditrici della "razza" perché contribuiscono al "genocidio" del loro popolo, indipendentemente dal fatto che abbiano figli o meno. Questi stereotipi e stigmatizzazione riguardanti le lesbiche sono stati così storicamente radicati nelle culture latine che la maggior parte delle donne lesbiche latine che hanno parlato apertamente alle proprie famiglie sulla loro sessualità rimangono purtuttavia ancora socialmente in silenzio.
Un redattore di "GHN news" ha affermato che l'omofobia nella comunità latina è legata innanzitutto ad un sistema di valori che ha difficoltà ad accettare la sessualità liberata. È anche una parte fondamentale del rigido ruolo di genere esistente e del maschilismo. Ciò ha influenzato molte persone con HIV/AIDS a non essere testati per la malattia nella comunità ispanica.
L'omofobia travestita nell'uso di termini come quello di "that's so gay and no homo" è anch'essa assai comune. A Yunel Escobar dei Toronto Blue Jays è stato proibito di giocare dopo aver scritto la frase "tu eres maricón" (tu sei frocio) sul suo nero per gli occhi. Hector Conteras, un DJ, ha spinto gli ascoltatori via Twitter a denunciare quelli che consideravano essere "comportamenti gay" da parte dei loro colleghi di lavoro, a scuola, nel loro quartiere o finanche all'interno della propria famiglia.
Negli Stati Uniti gli ispanici che si identificano come LGBTQ vengono posti sotto esame non solo a casa propria, ma anche all'interno della loro comunità scolastica, soprattutto in quelle di istruzione superiore o preparatorie all'università. Mentre affrontano lo sguardo diffidente da parte della famiglia e della comunità, devono anche subire il controllo da parte dei loro colleghi, mentori e amministrazioni nell'ambiente educativo. Un tale controllo consiste in una mancanza di accettazione e riconoscimento negli stessi programmi di educazione sessuale, forniti da molti distretti scolastici.
I piani di lezione sviluppati per l'ambiente di apprendimento delle scuole superiori mettono l'accento sull'eteronormatività degli studenti latini. Quando gli insegnanti sono invitati a spiegare di più l'educazione sessuale per lesbiche o gay gli educatori assumono il preconcetto che l'intero corpo studentesco sia composto da eterosessuali e spesso rifiutano ulteriori risposte.

### Omofobia nella comunità asioamericana e dell'Oceania
L'omofobia nella comunità degli asioamericani è quella diretta essenzialmente dai popoli di origini asiatiche verso le persone LGBT, in particolare gli LGBT asiatici; all'incirca il 90% degli asiatici e delle popolazioni dell'Oceania identificati come tali hanno convenuto che l'omofobia o la transfobia erano uno dei problemi maggiori presenti nella comunità.
Secondo la storica Amy Sueyoshi "le voci provenienti dall'ala Queer di sinistra, sebbene contrarie all'omofobia nel nazionalismo culturale, hanno raccolto la protesta contro la femminilizzazione degli uomini asioamericani nella comunità gay. Mentre provengono da prospettive drasticamente diverse entrambi i gruppi trovano un comune terreno d'intesa nel sostenere uno standard di fallocentrismo della sessualità maschile asioamericana".
L'esperta di sociologia Julia Meszaros in Elliot Rodger and the Effeminization of Asian Men scrive che "gli stereotipi degli uomini asiatici effeminati e degli uomini ipersessuali neri possono essere ricondotti ai legami razzisti del colonialismo. Per dimostrare al mondo che la colonizzazione era davvero una missione civilizzatrice i teorici occidentali utilizzavano discussioni sulle forme di sessualità considerate aberranti degli indigeni per giustificare i loro interventi. Mentre gli europei occupavano grandi fasce dell'Asia la mascolinità bianca è stata posta come l'apice che gli uomini potevano raggiungere. Gli uomini asiatici sono stati collocati sul lato opposto dello spettro e costantemente rappresentati come femminili e deboli di fronte ai conquistatori. Gli stereotipi coloniali riguardanti la femminilità degli uomini asiatici continuano ad informare i nostri attuali stereotipi razziali".

## Regno Unito
Esiste un presupposto diffusi il quale afferma che essere gay è un fenomeno puramente bianco e che perciò non riguarda gli altri gruppi etnici; ciò significa ad esempio che, in termini di assistenza sanitaria, molte persone di colore non vengono adeguatamente assistite. Questo è pericoloso perché le esigenze dei neri LGBT potrebbero differire da quelle della popolazione bianca.
Le comunità LGB di colore sono sproporzionatamente colpite dalla violenza omofobica, dagli abusi e dalle molestie. Secondo uno studio condotto a Londra esse avevano più probabilità di provare abusi fisici, di subire molestie da uno sconosciuto e che avessero avuto uno scontro verbale con le loro controparti LGB bianche; inoltre, a causa delle pressioni dovute alla discriminazione e alla vittimizzazione, hanno maggiori probabilità di avere una salute mentale più a rischio.

### Omofobia nella comunità nera britannica
L'omofobia nella comunità britannica nera è prevalente. Molte persone gay nere si sposano per nascondere il loro orientamento sessuale. Nel 1998 Justin Fashanu, un calciatore nero gay, si è ucciso dopo aver fatto coming out con suo fratello. Nella comunità nera è stata scritta anche una "Hate Music" verso le persone LGBT; campagne come la "Stop Murder Music" hanno cercato di contrastare il fenomeno. Alcuni l'hanno però considerata, insieme ad altri sforzi anti-omofobia rivolti alla comunità britannica nera, un'operazione razzista, il che rende molti critici sociali riluttanti a criticare l'omofobia presente all'interno della comunità.
Numerosi neri britannici vedono ancora l'omosessualità come una "malattia bianca". Molte persone gay nere, pur non essendo isolate socialmente, hanno sempre una maggiore possibilità di essere aggredite.

### Omofobia nella comunità asiatica britannica
Coloro che parlano per conto delle comunità asiatiche talvolta rafforzano gli atteggiamenti conservatori verso l'orientamento sessuale; questo è vissuto come oppressivo da molti gay asiatici. Patrick McAleenan ha scritto su The Daily Telegraph che "l'omofobia colpisce la comunità asiatica britannica" e che "l'opposizione ad uno stile di vita gay (vedi cultura LGBT) è ancora molto forte"; mentre Balaji Ravichandran scrive nel The Guardian che "nella diaspora dell'Asia meridionale l'identità gay spesso è profondamente tabù". Egli ritiene inoltre che la "comunità gay dovrebbe aiutare gli asiatici del sud" indicando il razzismo percepito degli uomini gay bianchi britannici.
Nel 2010 il "Forced Marriage Unit" (FMU), definito dal gov.uk come "un ufficio domestico per il Commonwealth istituito nel gennaio 2005 per guidare la politica del matrimonio forzato", ha notato un aumento del 65% dei matrimoni forzati tra uomini principalmente asiatici britannici. Molti nella comunità asiatica britannica che hanno contattato l'FMU sono stati costretti al matrimonio poiché le loro famiglie sospettavano che in realtà fossero gay o bisessuali.